# العلاقات الزامبية الفنزويلية
العلاقات الزامبية الفنزويلية هي العلاقات الثنائية التي تجمع بين زامبيا وفنزويلا.

## مقارنة بين البلدين
هذه مقارنة عامة ومرجعية للدولتين:
| وجه المقارنة                                              | زامبيا                         | فنزويلا                                  |
| --------------------------------------------------------- | ------------------------------ | ---------------------------------------- |
| المساحة (كم2)                                             | 752.62 ألف                     | 916.45 ألف                               |
| عدد السكان (نسمة)                                         | 17.09 مليون                    | 28.87 مليون                              |
| الكثافة السكانية (ن./كم²)                                 | 22.71                          | 31.5                                     |
| العاصمة                                                   | لوساكا                         | كاراكاس                                  |
| اللغة الرسمية                                             | لغة إنجليزية                   | اللغة الإسبانية، لغة الإشارة الفنزويلية ‏ |
| العملة                                                    | كواشا زامبي، كواشا زامبي قديم ‏ | بوليفار فنزويلي                          |
| الناتج المحلي الإجمالي (بليون دولار)                      | 25.81 مليار                    | 482.36 مليار                             |
| الناتج المحلي الإجمالي (تعادل القوة الشرائية) بليون دولار | 62.18 مليار                    |                                          |
| الناتج المحلي الإجمالي الاسمي للفرد دولار أمريكي          | 1.30 ألف                       |                                          |
| الناتج المحلي الإجمالي للفرد دولار أمريكي                 | 3.90 ألف                       |                                          |
| مؤشر التنمية البشرية                                      | 0.586                          | 0.762                                    |
| رمز المكالمات الدولي                                      | +260                           | +58                                      |
| رمز الإنترنت                                              | .zm                            | .ve                                      |
| المنطقة الزمنية                                           | ت ع م+02:00                    | 00                                       |

## منظمات دولية مشتركة
يشترك البلدان في عضوية مجموعة من المنظمات الدولية، منها:
| علم المنظمة | اسم المنظمة                        | تاريخ انضمام زامبيا | تاريخ انضمام فنزويلا |
| ----------- | ---------------------------------- | ------------------- | -------------------- |
|             | الاتحاد البريدي العالمي            | ?                   | ?                    |
|             | يونسكو                             | 9 نوفمبر 1964       | 25 نوفمبر 1946       |
|             | البنك الدولي للإنشاء والتعمير      | 23 سبتمبر 1965      | 30 ديسمبر 1946       |
|             | وكالة ضمان الاستثمار متعدد الأطراف | 6 يونيو 1988        | 9 مايو 1994          |
|             | منظمة التجارة العالمية             | ?                   | ?                    |
|             | الاتحاد الدولي للاتصالات           | 23 أغسطس 1965       | 13 أغسطس 1920        |
|             | مؤسسة التمويل الدولية              | 23 سبتمبر 1965      | 28 ديسمبر 1956       |
|             | منظمة الشرطة الجنائية الدولية      | ?                   | ?                    |
|             | الأمم المتحدة                      | 1 ديسمبر 1964       | 15 نوفمبر 1945       |
|             | منظمة حظر الأسلحة الكيميائية       | ?                   | ?                    |

## وصلات خارجية
- موقع وزارة الخارجية الفنزويلية